# Heinrich Reister
Heinrich Reister (* 24. Januar 1913 in Ókér (deutsch Alt-Keer, heute Zmajevo), Batschka, Königreich Ungarn, Österreich-Ungarn; † 10. April 1988 in Herrnberchtheim) war ein Verbandsfunktionär im Königreich Jugoslawien, deutschsprachiger Autor und von 1941 bis 1943 Leiter des Amtes für Presse und Propaganda im Volksbund der Deutschen in Ungarn und danach Angehöriger der Waffen-SS. Zudem war er in Prigrevica und in Herrnberchtheim als Lehrer tätig.

## Leben
Heinrich Reister engagierte sich bereits als junger Mann für die deutsche Volksgruppe. Er bekleidete zunächst eine Lehrerstelle in Prigrevica, von der er „wegen Verteidigung seines Volkstums“ nach Montenegro versetzt wurde, worauf er aus dem Lehrbetrieb ausschied. In den 1930er Jahren schloss er sich der Erneuerungsbewegung an, die mit dem konservativ ausgerichteten Schwäbisch-Deutschen Kulturbund um die Repräsentation der deutschen Minderheit im Königreich Jugoslawien konkurrierte. Reister veröffentlichte zusammen mit Jakob Awender, Gustav Halwax, Fritz Metzger in den Publikationen Volksruf und Volk und Arbeit Artikel zu völkisch-nationalen Themen wie „Rassenhygiene“, „Blut und Boden“ und Eugenik. Auch ihre Ehefrauen waren an den herausgeberischen Tätigkeiten beteiligt und unterstützten die nationalsozialistische Bewegung „aus der Sicht der Frau“, wobei die „volksdeutsche Frau“ als „Quelle der eugenischen und rassischen Wiederbelebung der nationalen Gemeinschaft“ beschrieben wurde. Von 1937 bis 1938 gehörte Reister der Schriftleitung des Volksruf an. Er kommentierte 1958 seine Tätigkeit bei den Erneuerern mit den Worten: „Wir haben unseren jugendlichen Idealismus, unsere ganze Zeit und Kraft für die Belange und Aufgaben unserer Volksgruppe innerhalb unserer Volkstumsorganisation einsetzen wollen und schließlich auch eingesetzt.“
Nach der Vereinnahmung des Kulturbundes durch die Erneuerer Ende der 1930er Jahre wurde Reister Propagandaleiter der Organisation. In dieser Funktion führte er 1940 zusammen mit dem neuen Bundesorganisationsleiter Josef Beer eine großangelegte Mitgliederwerbung durch, sodass der Kulturbund bis Ende des Jahres 200.000 Mitglieder aufweisen konnte, wobei jedoch die Familienangehörigen der Mitglieder mitgezählt wurden.
Das Deutsche Reich verlangte gemäß dem August 1939 geschlossenen Deutsch-Sowjetischen Grenz- und Freundschaftsvertrag die Umsiedlung der Bessarabiendeutschen aus dem Königreich Rumänien in das Deutsche Reich. Zur Bewältigung dieser Aufgabe richtete die „Deutsche Volksgruppe“ in Jugoslawien im Sommer 1940 in Zemun, einem Stadtbezirk von Belgrad, und in Prahovo nahe der bulgarisch-rumänischen Grenze Umsiedlungslager ein, in denen die 140.000 Umsiedler bis zu ihrem Weitertransport in die vorgesehenen Siedlungsräume untergebracht und verpflegt wurden. Der „Volksgruppenführer“ Josef Janko bestellte Reister zum „Mannschaftsführer“ von Prahovo.
Bei der deutschen Besetzung Jugoslawiens 1941 verbarrikadierte sich die „Volksgruppenführung“, darunter auch Reister, im Habag-Haus (Kultur- und Genossenschaftszentrum der „AGRARIA“) in Novi Sad. Zusammen mit Johann Wüscht und Josef Beer verhandelte Reister mit dem serbischen Kommandanten der Festung Petrovaradin und erwirkte, dass etwa 100 alte und gebrechliche Personen aus den Reihen der 400 „Volksdeutschen“, die von den serbischen Kräften als Geiseln festgehalten wurden, in das Habag-Haus überführt und die übrigen von dort täglich mit Mahlzeiten versorgt werden konnten. Die von Josef Janko aufgestellte „Deutsche Bürgerwache“ besetzte nach dem Erscheinen deutscher Truppen am südlichen Donauufer im Ortsteil Petrovaradin mehrere öffentliche Gebäude, befreite Geiseln und entwaffnete nach Verhandlungen zwei serbische Regimenter.
Nach der Angliederung der südlichen Batschka an das Königreich Ungarn nahm Reister am 29. und 30. September 1941 an einer „Amtswalterschulung“ in Lechnitz (Nordsiebenbürgen) teil und übernahm danach Führungsaufgaben im Volksbund der Deutschen in Ungarn. In seiner neuen Funktion als Leiter des Amtes für Presse und Propaganda in Budapest begleitete er vom 9. bis zum 11. Mai 1942 den ungarischen „Volksgruppenführer“ Franz Anton Basch bei dessen Besuch der Südbatschka und des Gebietes „Mitte“, darauf vom 30. bi 31. Mai 1942 auf dessen Besichtigungsreise des Gebietes Buchenwald. Vom 19. bis 21. Juni 1942 besuchten beide Nordsiebenbürgen. Reister sprach auf zahlreichen Veranstaltungen, unter anderem am Führergeburtstag; am 21. Dezember 1942 sprach er in der ersten in deutscher Sprache im ungarischen Rundfunk übertragenen Weihnachtsbotschaft über die „Weihnacht 1942, die das deutsche Volk im Krieg feiert“. Stabsführer Josef Schönborn gab im November 1943 bekannt, dass Reister am 13. November 1943 zur Waffen-SS eingerückt sei. An seine Stelle trat Franz Herberth.
Ab 1947 war Reister als Lehrer im mittelfränkischen Herrnberchtheim, heute ein Ortsteil von Ippesheim, tätig. Von 1956 bis 1972 bekleidete er das Ehrenamt des Ersten Bürgermeisters in Herrnberchtheim, ab 1959 hielt er ein Mandat im Kreistag des Landkreises Uffenheim. Am 22. April 1985 zählte Reister zu den Gründungsmitgliedern des Ortsverbands Uffenheim, Stadt und Land der Freien Wähler Bayern, deren Fraktionsvorsitzender er bis zu seinem Tod war. Zu seiner Nachfolgerin wurde Hildegard Schlez bestellt.
Reister engagierte sich zudem als Kreisheimatpfleger der heutigen Verwaltungsgemeinschaft Uffenheim und in Chören (teilweise als Chorleiter) wie dem Herrnberchtheimer Chor, dem Liederkranz Gnötzheim und den Gülchsheimer Musikanten. In den 1970er und 1980er Jahren organisierte er für den Heimat- und Museumsverein Uffenheim und Umgebung – Gollachgaumuseum Heimatabende, unter anderem mit den Winsheimer Sängern und dem Ochsenfurter Trachtenverein.
Heinrich Reister war Träger des Bundesverdienstkreuzes. Er verstarb am 10. April 1988 in Herrnberchtheim.

## Veröffentlichungen
Bücher:
- Das Grosse Aufgebot. Text und Bildgestaltung: Heinrich Reister, Leopold Egger. Deutsche Volksgruppe in Jugoslawien, Landespropagandaamt, 1941.
- Erster Landesjugendtag Magocs 1941. Mit Bruno Klein. Landespropagandaamt des Volksbundes der Deutschen in Ungarn, Budapest 1941.
- Bildkalender für den Volksbund der Deutschen in Ungarn. Jahrgang 1942. Novi Sad, 1941.
- Volksdeutscher Kalender 1943: Jahrbuch der deutschen Volksgruppe in Ungarn. Volksbund der Deutschen in Ungarn, Centrum-Verlag A.G., Budapest 1942.
- Kirchenrat Albrecht Eyring. Mensch und Werk. (Festschrift zur Gedächtnisfeier 1950.) Herrnberchtheim 1950.
- Pflanz einen Baum. Bad Windsheim 1984.

Aufsätze:
- Die volksdeutsche Heimatfront zu jeder Aufgabe bereit! In: Deutsche Zeitung, Budapest (DZB), „Organ der deutschen Volksgruppe in Ungarn“ vom 9. August 1942, S. 5.
- Völkischer Sozialismus der Tat. In: DZB vom 18. Oktober 1942, S. 1.
- Glaube und Opfer. In: DZB vom 25. Oktober 1942, S. 1.
- Der Amtswalter. In: DZB vom 8. November 1942, S. 3.
- Die innere Front. In: DZB vom 24. November 1942, S. 1.
- Frauen und Mütter des Volkes. In: DZB vom 6. Dezember 1942, S. 3.
- Unsere Fronturlauber. In: DZB vom 20. Dezember 1942, S. 1.
- Das Jahr der Bewährung. In: DZB vom 3. Januar 1943, S. 2f.
- Die Opferkurve steigt. In: DZB vom 10. Januar 1943, S. 3.
- Der Feldpostbrief. In: DZBV 17. Januar 1943, S. 1f.
- Volksgruppe im Einsatz. Totaler Einsatz der Heimat. In: DZB 21. Februar 1943, S. 1f.
- Nachbarliche Selbsthilfe. In: DZB vom 7. März 1943, S. 1.
- Stumm und verbissen. In: DZB vom 14. März 1943, S. 5.
- Ewiges Leben – ewiger Kampf. In: DZB vom 25. April 1943, S. 3.[11]